# Juan Carlos Navarro
Juan Carlos Navarro Feijoo (* 13. Juni 1980 in Sant Feliu de Llobregat, Katalonien) ist ein ehemaliger spanischer Basketballspieler, der während seiner Laufbahn hauptsächlich beim FC Barcelona spielte. Er zählt zu den erfolgreichsten und meistausgezeichneten Akteuren des europäischen Basketballs. Seinen Spitznamen La Bomba (die Bombe) verdankt er einem für ihn charakteristischen Wurf, bei dem er den Ball einhändig aus der Mitteldistanz in hohem Bogen über den Gegenspieler hinweg in den Korb warf.

## Laufbahn

### Verein
Navarro begann seine Laufbahn im Basketballklub seiner Heimatstadt CB Santfeliuenc, von dort wechselte er mit 11 Jahren in die Jugend des FC Barcelona. Sein Debüt in der ersten Mannschaft feierte er 23. November 1997 in einem Ligaspiel gegen CB Granada. Obwohl er in seiner ersten Spielzeit nur sporadisch im ersten Team zum Einsatz kam, wurde sein herausragendes Talent schnell erkannt.  
In seinem zweiten Jahr als Profi gewann er 1998/99 mit dem FC Barcelona die Meisterschaft und den Korać-Cup. 2000/01 gelang ihm mit seinem Team das Double aus Liga und Pokal und 2002/03 schließlich das Triple aus Liga, Pokal und EuroLeague. 2005/06 wurde er erstmals als bester Shooting Guard ins All-Euroleague-Team berufen und im selben Jahr zum MVP der spanischen Liga gewählt. 
Im Sommer 2007 entschloss sich Navarro, der 2002 von den Washington Wizards gedraftet wurde, zu einem Wechsel in die nordamerikanische Profiliga NBA zu den Memphis Grizzlies, wo auch sein ehemaliger Teamgefährte und Freund Pau Gasol unter Vertrag stand. Obwohl er eine gute Saison spielte, als einer der besten Debütanten 2008 an der Rookie Challenge teilnehmen durfte und am Ende der Spielzeit ins All-Rookie Second Team gewählt wurde, entschied sich Navarro für eine Rückkehr zum FC Barcelona.

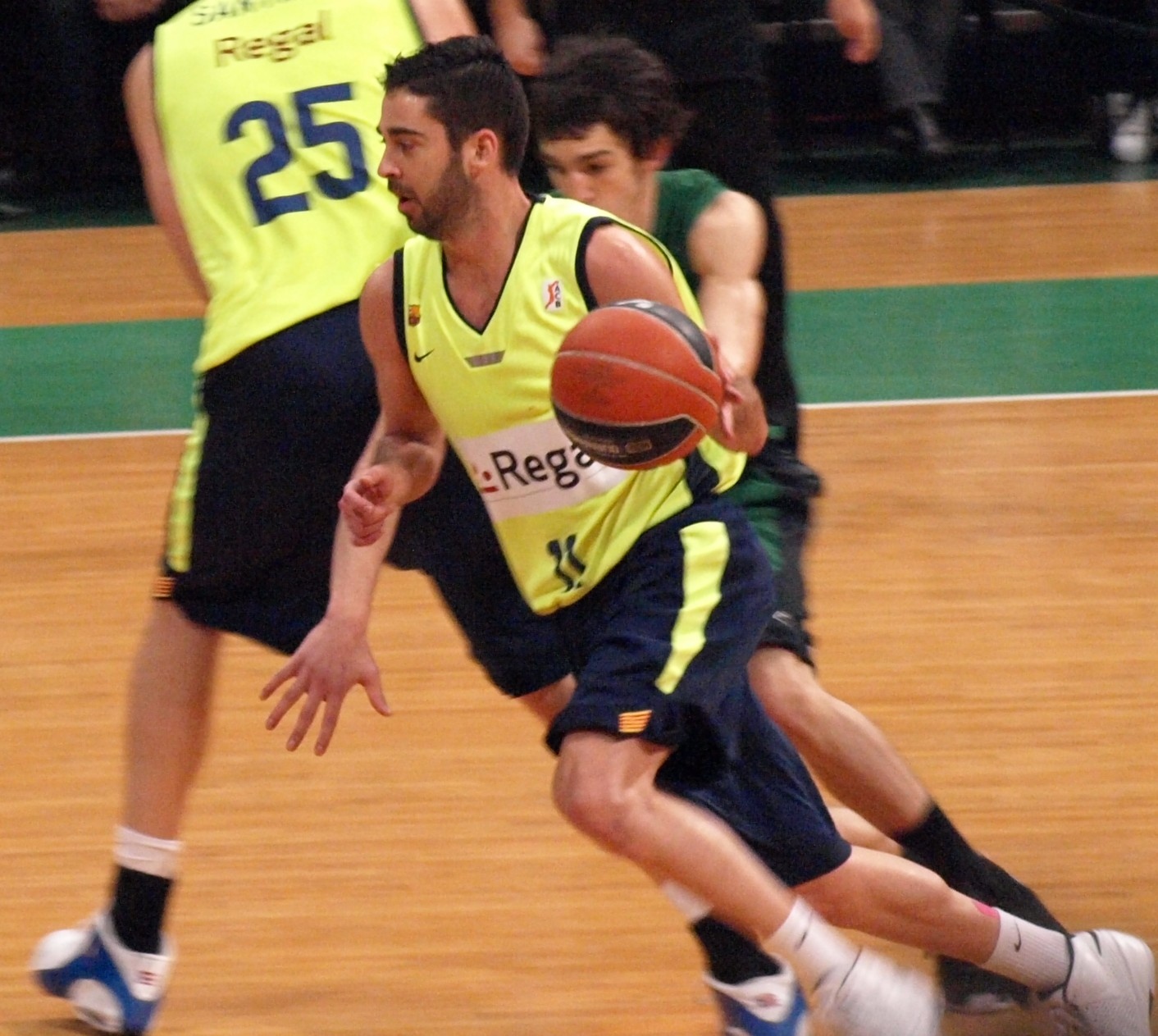
Navarro beim FC Barcelona (2009)

Bei Barça folgten 2008/09 und 2010/11 weitere spanische Meistertitel, darüber hinaus konnte er die EuroLeague 2009/10 erobern und wurde zum MVP des Final-Four gewählt. Am 14. März 2014 absolvierte Navarro sein 253. EuroLeague-Spiel und ist damit seitdem dort der Spieler mit den meisten Einsätzen.
Mitte August 2018 gab er seinen Rücktritt vom Profisport bekannt.

### Nationalmannschaft
Bereits als Junior konnte Navarro als Teil der spanischen „Goldenen Generation“ zahlreiche Erfolge mit dem Nationalteam feiern. Im Jahr 1998 gewann er mit seinem Land bei der U-18-EM die Goldmedaille und nur ein Jahr später folgte bei der U-19-WM, durch einen 94:87-Finaltriumph gegen die USA, ebenfalls der Titelgewinn. Navarro selbst wurde mit durchschnittlich 18,6 erzielten Punkten und 2,1 Assists pro Spiel zum MVP des Turniers gewählt.
Sein Debüt in der A-Nationalmannschaft feierte Navarro am 18. August 2000 in einem Freundschaftsspiel gegen Litauen. Seither hat er kein Endrundenturnier mehr versäumt. Seine größten Erfolge sind der Gewinn der Basketball-Weltmeisterschaft 2006 sowie die EM-Titel 2009 sowie 2011, wo er zum MVP des Turniers gewählt wurde. Darüber hinaus holte er mit Spanien bei den Olympischen Spielen 2008 die Silbermedaille.

## Erfolge und Ehrungen
FC Barcelona
- Spanische Meisterschaft (7): 1998/99, 2000/01, 2002/2003, 2003/2004, 2008/09, 2010/11, 2013/14
- Spanischer Pokal (5): 2000/01, 2002/03, 2006/07, 2009/10, 2010/11
- Spanischer Supercup (3): 2004, 2009, 2010
- EuroLeague (2): 2002/03, 2009/10
- Korać-Cup (1): 1998/99

Spanische Nationalmannschaft
- Olympische Spiele: Silber 2008 und 2012
- Basketball-Weltmeisterschaft: Gold 2006
- Basketball-Europameisterschaft: Gold 2011 und 2009; Silber 2007 und 2003; Bronze 2001
- U-19-Weltmeisterschaft: Gold 1999
- U-18-Europameisterschaft: Gold 1998

Ehrungen
- All-EuroLeague-Second-Team 2011/12, 2012/13
- MVP und Wahl ins All-Tournament Team der Basketball-Europameisterschaft 2011
- EuroLeague All-Decade Team 2001–2010[3]
- Europäischer Basketballer des Jahres (Superbasket) 2010
- EuroLeague MVP Final Four 2009/10
- EuroLeague MVP der Saison 2008/09
- All-EuroLeague-First-Team 2005/06, 2006/07, 2008/09, 2009/10, 2010/11
- MVP der Finalserie der Liga ACB 2009, 2011, 2014
- MVP der Liga ACB 2005/06
- All-ACB-Team 2005/06, 2006/07, 2008/09, 2009/10
- All-Tournament Team der Basketball-Europameisterschaft 2005
- MVP und Wahl ins All-Tournament Team der U-19-WM 1999
- Teilnehmer an der NBA All-Star Weekend Rookie Challenge 2008
- NBA All-Rookie Second Team 2007/08